# Brunia sacculata
Brunia sacculata är en tvåhjärtbladig växtart som först beskrevs av Dümmer, och fick sitt nu gällande namn av Class.-bockh. och Edward George Hudson Oliver. Brunia sacculata ingår i släktet Brunia och familjen Bruniaceae. Inga underarter finns listade.